# Chrestobunus spinulatus
Chrestobunus spinulatus is een hooiwagen uit de familie Triaenonychidae.